# NWA World Tag Team Championship (Iowa/Nebraska version)
L'NWA World Tag Team Championship (Iowa/Nebraska version) è stato un titolo della divisione tag team delle federazioni NWA Nebraska office e NWA Iowa Office, associate alla National Wrestling Alliance (NWA) ed era difeso nei territori del Nebraska ed Iowa.
Il titolo fu attivo dal 1953, quando i primi campioni furono insigniti, fino al 1958, quando fu sostituito dal Big Time Wrestling World Tag Team Championship prima e dal AWA World Tag Team Championship poi.

## Storia
I territori della National Wrestling Alliance erano tenuti a riconoscere un solo campione mondiale dei pesi massimi, ma la NWA consentiva ad ognuno di essi di stabilire un titolo mondiale di coppia, rendendoli di fatto dei titoli regionali, a discapito del nome.
Le prime notizie di una difesa del titolo mondiale della divisione tag nel territorio sono del 1949, quando però era promossa la versione di San Francisco. Una svolta avvenne quando Bill Melby e Billy Darnell vinsero la versione di Chicago il 15 luglio 1993 e l'11 agosto dello stesso anno furono riconosciuti come campioni anche nel territorio dell'Iowa/Nebraska, dando vita alla nuova versione del titolo.
Il titolo tuttavia ebbe vita breve, venendo cessato nel 1958, quando la Big Time Wrestling si impose come federazione di riferimento nel territorio e introdusse il Big Time Wrestling World Tag Team Championship. Successivamente la BTW fu una delle federazioni che lasciarono la NWA per fondare la American Wrestling Association, e il titolo fu nuovamente rimpiazzato dall'AWA World Tag Team Championship.

## Albo d'oro
| Legenda  |                                                                               |
| -------- | ----------------------------------------------------------------------------- |
| #        | Indica il numero del regno titolato                                           |
| Regno    | Viene indicato il numero del regno del campione                               |
| Data     | La data in cui il titolo è stato vinto                                        |
| Località | Indica il luogo in cui il titolo è stato vinto                                |
| Note     | Indica notizie particolari riguardanti i cambi di titolo o altre informazioni |

| #                                 | Campione                         | Regno | Data            | Giorni | Località          | Evento     | Note | Fonti |
| --------------------------------- | -------------------------------- | ----- | --------------- | ------ | ----------------- | ---------- | --- | ----- |
| 1                                 | Ben Sharpe e Mike Sharpe         | 1     | 4 maggio 1949   | --     | --                | House Show | Gli Sharpe vennero promossi come campioni, ma si trattava della versione di San Francisco che fu temporaneamente difesa anche in Iowa/Nebraska.                |       |
| Storia del titolo non documentata |                                  |       |                 |        |                   |            | |       |
| 2                                 | Bill Melby e Billy Darnell       | 1     | 11 agosto 1953  | 67     | Chicago, Illinois | House Show | Melby e Darnell vinsero la versione di Chicago il 15 luglio di quell'anno, e l'11 agosto furono riconosciuti in Iowa, dando vita a questa versione del titolo. |       |
| 3                                 | Ben Sharpe e Mike Sharpe         | 2     | 17 ottobre 1953 | 135    | Chicago, Illinois | House Show | Vinsero sia la versione Iowa/Nebraska che quella di Chicago.                                                                                                   |       |
| 4                                 | Reggie Lisowski e Art Neilson    | 1     | 1 marzo 1954    | 383    | --                | House Show | Lisowski e Neilson vinsero soltanto la versione di Chicago, ma il cambio fu riconosciuto anche per quella dell'Iowa.                                           |       |
| 5                                 | Pat O'Connor e Roy McClarity     | 1     | 19 marzo 1955   | 16     | Moline, Illinois  | House Show | Vinsero sia la versione Iowa/Nebraska che quella di Chicago.                                                                                                   |       |
| 6                                 | Reggie Lisowski e Art Neilson    | 2     | 4 aprile 1955   | 195    | --                | House Show | In un incontro in cui era in palio solo la versione Iowa/Nebraska.                                                                                             |       |
| 7                                 | Guy Brunetti e Joe Tangaro       | 1     | 16 ottobre 1955 | 98     | --                | House Show | I due furono annunciati come vincitori di un incontro titolato, ma non ci sono testimonianze che sia avvenuto davvero.                                         |       |
| 8                                 | Mike DiBiase e Danny Plechas     | 1     | 22 gennaio 1956 | --     | Des Moines, Iowa  | House Show | Il cambio di titolo potrebbe essere associato ad un incontro avvenuto il 18 febbraio 1956, in cui però era in palio la versione di Chicago.                    |       |
| Storia del titolo non documentata |                                  |       |                 |        |                   |            | |       |
| 9                                 | Ivan Kalmikoff e Karol Kalmikoff | 1     | 8 maggio 1956   | --     | --                | House Show | |       |
| Storia del titolo non documentata |                                  |       |                 |        |                   |            | |       |
| 10                                | Boris Volkoff e Nicolai Volkoff  | 1     | 6 ottobre 1956  | 28     | --                | House show | |       |
| 11                                | Bobby Bruns e Roy McClarity      | 1     | 3 novembre 1956 | --     | Des Moines, Iowa  | House show | |       |
| Storia del titolo non documentata |                                  |       |                 |        |                   |            | |       |
| 12                                | Ivan Kalmikoff e Karol Kalmikoff | 2     | 13 giugno 1957  | --     | --                | House show | |       |
| Storia del titolo non documentata |                                  |       |                 |        |                   |            | |       |
| 13                                | Boris Volkoff e Nicolai Volkoff  | 2     | 25 ottobre 1957 | --     | --                | House show | Inizialmente riconosciuti solo in Iowa, riconosciuti in Nebraska dal 25 aprile 1958.                                                                           |       |
| —                                 | Disattivato                      | —     | 1958            | —      | —                 | —          | Il titolo viene sostituito dal Big Time Wrestling World Tag Team Championship e disattivato.                                                                   |       |